# بزدل (فیلم ۱۹۲۷)
بزدل (انگلیسی: The Coward) یک فیلم صامت گمشده در سبک درام است که در سال ۱۹۲۷ منتشر شد. از بازیگران آن می‌توان به وارنر بکستر، شارون لین و فریمن وود اشاره کرد.